# Siegfried Heller
Siegfried Heller (* 1. Dezember 1876 in Rohrbach bei Saargemünd; † 9. Juni 1970 in Schleswig) war ein deutscher Mathematikhistoriker und Lehrer.

## Biografie
Heller wurde im damals deutschen Lothringen als Sohn eines Richters geboren, verlor früh seine Mutter und wuchs in Bamberg bei der Schwester seines Vaters auf. Auf dem Gymnasium erwarb er auch gute altsprachliche Kenntnisse. 1897 absolvierte er das Abitur und leistete seinen Wehrdienst (Einjährig-Freiwilliger) in Straßburg, wo er auch Mathematikvorlesungen von Adolf Krazer hörte. Er studierte Mathematik, Physik und Chemie (sowie andere Fächer) an der Universität Kiel sowie in München (bei Ferdinand von Lindemann und Alfred Pringsheim), Berlin (bei Hermann Amandus Schwarz und Kurt Hensel) und Göttingen (bei Felix Klein und Julius Sommer). Er hörte in Kiel Physik bei Philipp Lenard und wurde dort bei Paul Stäckel 1904 in Mathematik promoviert (Untersuchungen über die natürlichen Gleichungen krummer Flächen). 1905 legte er die Prüfung für das höhere Lehramt ab, wonach ein Probejahr am Gymnasium in Meldorf folgte. Ab 1907 war er Oberlehrer am Reformgymnasium in Kiel, war im Ersten Weltkrieg Offizier und schon bald nach Kriegsausbruch in russischer Kriegsgefangenschaft in Sibirien, wurde nach der Rückkehr 1918 Studienrat und 1926 Oberstudienrat an der Oberrealschule II in Kiel und war ab 1926 an der Staatlichen Domschule (Gymnasium mit Realschule) in Schleswig. 1935 bis zur Pensionierung 1947 war er Oberschulrat in Kiel (unterbrochen als Leiter eines Musterungsstabs im Zweiten Weltkrieg zuletzt als Oberstleutnant).
In den 1920er Jahren nahm er regelmäßig am Seminar für Mathematikgeschichte von Julius Stenzel, Heinrich Scholz und Otto Toeplitz an der Universität Kiel teil. 1932 wurde er als Nachfolger von Heinrich Wieleitner Mitglied des Vorstands der DMV.
Nach seiner Pensionierung arbeitete er eng mit Joseph Ehrenfried Hofmann zusammen und nahm regelmäßig am seit 1954 bestehenden mathematikgeschichtlichen Kolloquium in Oberwolfach teil. Er befasste sich mit antiker griechischer Mathematik und Geschichte der Zahlentheorie (Pierre de Fermat), wobei er auch selbst umfangreiche Rechnungen über diophantische Gleichungen anstellte. Unter anderem veröffentlichte er über eine Stelle im Theaitetos von Platon über Irrationalitäten, einen Fehler in einer Archimedes-Ausgabe, Euklids Definition der Polyeder und die Entdeckung stetiger Teilung bei den Pythagoräern.
1968 wurde er Ehrenmitglied der International Academy of the History of Science.
Er war 1909 bis zum Tod seiner Frau 1957 mit Margarete Becker verheiratet.
Zu seinen Gymnasialschülern in Kiel gehörte Heinrich Heesch.

## Schriften
- Ein Beitrag zur Deutung der Theodoros-Stelle in Platons Dialog Theaetet, Centaurus, Band 5, 1956, S. 1–58
- Ein Fehler in einer Archimedes-Ausgabe, seine Entstehung und seine Folgen, Abh. Bayer. Akad. der Wiss., math.-nat. Kl, Neue Folge 63, 1954
- Die Entdeckung der stetigen Teilung durch die Pythagoreer, Abh. Deutsche Akad. Wiss., Kl. Math., Phys. u. Techn., Berlin, Jahrgang 1958, Nr. 6 (wieder abgedruckt in Oskar Becker (Hrsg.), Zur Geschichte der griechischen Mathematik, Wege der Forschung, Wiss. Buchgesellschaft 1965)
- Theatets Bedeutung als Mathematiker, Sudhoffs Archiv, Band 51, 1967, S. 55–78
- Lösung einer Fermatschen Dreiecksaufgabe für Torricelli, Arch. int. Hist. Sci., Band 23, 1970, S. 67–79.
- Über Euklids Definitionen ähnlicher und kongruenter Polyeder, Janus, Band 51, 1964, S. 277–290
- Untersuchungen fiber die Lösungen der Fermatschen Dreiecksaufgabe, Revista Matemdtica Hispano-Americana (4), Band 29, 1970, S. 195–210, Band 30, 1970, S. 69–98.